# Parco nazionale di North Luangwa
Il parco nazionale di North Luangwa (in lingua inglese North Luangwa National Park) è un'area protetta di 4.636 km² nella valle del fiume Luangwa, nella provincia di Muchinga, nello Zambia. Non presenta l'enorme diversità e densità di animali come il parco nazionale di South Luangwa, né la bellezza paesaggistica del piccolo parco nazionale di Luambe, situato sull'altra sponda del Luangwa, ma è più selvaggio, meno accessibile di questi e meno attrezzato per il turismo. È delimitato a est dal fiume Luangwa, ma il cuore del parco è rappresentato dal fiume Mwaleshi, un corso d'acqua permanente d'importanza vitale per gli animali selvatici. Lungo il fiume sono disseminati pochi campi tendati e lodge specializzati. Tutte le strutture sono aperte solo nella stagione secca, di solito da giugno a novembre, perché l'accesso al parco è notevolmente limitato durante la stagione delle piogge.

## Flora e fauna
La vegetazione del parco spazia dal bosco di mopane alla foresta a galleria, alle praterie aperte e alle boscaglie di acacia. Tra gli alberi presenti nel parco ricordiamo l'albero delle salsicce, la palma dell'avorio, il mogano rosso e l'albero di piombo.
Il parco è noto per le sue enormi mandrie di bufali, ma in esso abitano anche grandi branchi di leoni, iene, gnu di Cookson, tragelafi striati, zebre, facoceri, babbuini, cercopitechi verdi, puku e impala. Sono presenti anche elefanti e leopardi, ma non così numerosi come nel South Luangwa. Al contrario, vive qui un maggior numero di alcelafi, antilopi dei canneti e taurotraghi. L'avifauna è la stessa che abita anche il South Luangwa. Tra le specie più comuni ricordiamo la gru coronata, il turaco dalla testa viola, la ghiandaia marina beccolargo, l'inseparabile di Lilian, il gruccione carminio, il gufo latteo e il gufo pescatore di Pel. Più rari sono il nibbio dei pipistrelli, il cucal nerastro e il falco pescatore.